# L'État de grâce (Séveno)
L'État de grâce, les premiers jours de Mitterrand est un livre-témoignage du journaliste et écrivain Maurice Séveno.

## Présentation
L’état de grâce est un livre-témoignage qui, sous la plume du journaliste-reporter Maurice Séveno retrace la victoire de la gauche en 1981 et les premiers jours de la présidence de François Mitterrand. L’auteur de ce livre, Maurice Séveno, a vécu ces événements de très près et a été grand reporter à la télévision dans les années 1970-1980, délégué national à l’audio-visuel du Parti Socialiste puis conseiller du président Mitterrand pour les questions relevant de la radio et de la télévision. L'ouvrage a provoqué quelques réactions, par exemple de l'Association des journalistes professionnels de la défense, lorsque, selon l'auteur, le militaire à la tête du Service d'informations et de relations publiques des armées indique de façon un peu directe que les journalistes accrédités au Ministère de La Défense, choisis par leur rédaction, sont susceptibles d'être des espions : « Vous savez, on n'est jamais trop prudent. Les journalistes écoutent toutes les conversations, ils voyagent avec le ministre, etc. Cela vaut bien une petite enquête », explique le général,.

## Contenu

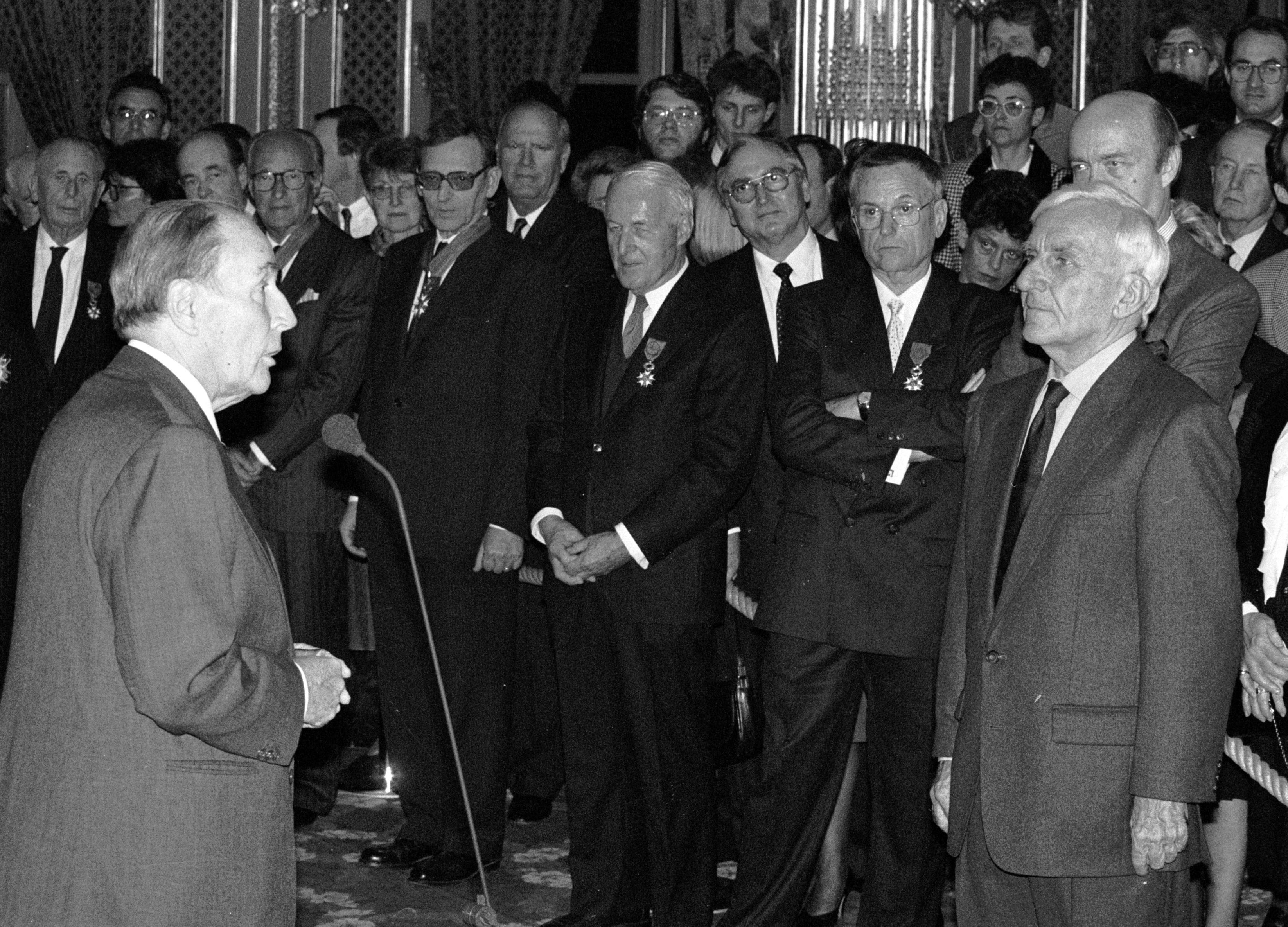
Maurice Séveno et François Mitterrand

Les premiers jours de Mitterrand nous entraîne dans les tout débuts de l’état de grâce, un zoom sur ces journées qui tournent une nouvelle page de l'histoire de la Cinquième République Histoire déjà riche à l’aube du XXIe siècle.
Ce livre tient à la fois du témoignage, du reportage –Maurice Séveno n’oublie pas son métier- du journal et de la chronique. On se trouve projeté ainsi dans les allées du pouvoir, dans ses arcanes, parmi les leaders, les militants de cette gauche encore tout étonnée de sa victoire et qui a quelques difficultés à trouver ses marques.
Voilà vingt trois ans que la gauche attendait ce moment : prendre le pouvoir avec François Mitterrand et aussi se sentir unis à travers l’Union de la gauche, une union durable jugée impensable depuis le Congrès de Tours en 1920, soixante ans de purgatoire (presque) ininterrompus par quelques embellies passagères…
« C’est tellement bon, dit l’auteur, de flâner le nez au vent de l’Histoire dans la douceur des temps. » Au-delà, reste cette chronique d’un temps d’euphorie –l’état de grâce- pour se souvenir de tout, des symboles voulus par le nouveau président de la république, de la préparation du premier gouvernement de gauche, de ces petits détails croqués sur le vif, notés scrupuleusement, qui rendent si vrais, si charnels ce que la relation d’événements historiques pourraient avoir de rigide, recouverts d’une certaine froideur.
Maurice Séveno fait revivre les trois premières années significatives de cet état de grâce qui va s’achever avec la fin du second gouvernement de Pierre Mauroy.

## Ouvrages sur le même sujet
Du même auteur :
- Maurice Séveno, L'État de grâce, les premiers jours de Mitterrand, éditions Stock, 1981,  (ISBN 2-234-01538-3), 273 pages

Sur ce sujet et cette époque, voir les livres références de François Mitterrand : 
- La rose au poing, éditions Flammarion, 1973
- La paille et le grain, éditions Flammarion, 1975
- L'abeille et l'architecte, éditions Flammarion, 1978
- Ici et maintenant, éditions Fayard, 1980

Voir aussi les documents cités dans l'ouvrage : 
- Texte du discours prononcé par François Mitterrand à l'Élysée le jeudi 21 mai
- Composition des deux gouvernements Pierre Mauroy
- Discours de Louis Mermaz le 2 juillet 1981 à l'Assemblée nationale
- Message de François Mitterrand au Parlement le 8 juillet 1981